# 构元镇
构元镇是中华人民共和国陕西省安康市旬阳市下辖的一个行政建制镇。2011年，陕西省人民政府调整全省乡镇，以构元乡为构元镇。

## 行政区划
构元镇下辖以下地区：
构元村、樊坡村、王河村、金马塔村、开花村、林相村和羊山村。